# Tamás Pető
Tamás Pető (IPA: 'tɑmaʃ 'pɛtø) (Ajka, 8 juni 1974) is een voormalig Hongaarse voetballende middenvelder die bij NAC Breda heeft gespeeld. Hij was tevens Hongaars international.

## Hongarije
Tamás Pető begon zijn professionele loopbaan bij FC Veszprém. Als 16-jarige maakte hij in 1990 zijn debuut op het hoogste niveau. Pető kwam vervolgens uit voor Győri ETO FC, Videoton Fehérvár, Újpesti TE en Vasas SC Boedapest. Pető was de Hongaars voetballer van het jaar in het seizoen 2000/01.
Hij speelde in totaal veertien interlands voor Hongarije. Pető maakte zijn debuut op 22 april 1998 in het vriendschappelijke duel (0-0) in Teheran tegen Macedonië. Zijn veertiende en laatste interland speelde hij op 13 februari 2002 in Limassol tegen Zwitserland.

## NAC Breda
Via toenmalig NAC-trainer Henk ten Cate belandt Pető in 2001 bij NAC Breda. In zijn eerste seizoen bij de Bredase voetbalclub is Pető de spreekwoordelijke stille motor en mist NAC op een haar na kwalificatie voor de UEFA Cup. Op 17 augustus 2002 slaat het noodlot voor Pető toe. In de thuiswedstrijd tegen Roda JC raakt de Hongaar zwaar geblesseerd aan zijn knie en is daardoor een jaar uitgeschakeld. Na een jaar maakt de middenvelder zijn rentree in de hoofdmacht van NAC, maar in maart 2004 raakt Pető in de uitwedstrijd tegen PSV alweer geblesseerd aan zijn knie. Na deze wedstrijd wordt Pető ook nog eens positief bevonden tijdens een dopingcontrole, waardoor de tuchtcommissie van de KNVB hem uiteindelijk een schorsing oplegt van 20 wedstrijden (10 voorwaardelijk).

Pető belandt in een dusdanig psychologisch dal, dat hij besluit om zijn contract bij NAC in te leveren en zijn voetbalactiviteiten te beëindigen. Massale steun vanuit de technische staf, de directie, de sponsors en de supporters zorgt er echter voor dat Pető van dit besluit terugkomt; NAC biedt hem zelfs een hernieuwd contract aan. De Hongaar knokte zich terug en wilde voor het seizoen 2005/06 een plaats in de hoofdmacht. Trainer Ton Lokhoff gaf hem die plaats echter niet, wat leidde in een conflict tussen de speler en de trainer. Lokhoff verbande Pető voor drie maanden naar het tweede elftal. Vanaf december 2005 maakt Pető weer deel uit van het eerste elftal van NAC. De middenvelder heeft een contract tot 1 juli 2007 in Breda.
Na beëindiging van het contract bij NAC vertrok Pető naar zijn oude club Ujpest FC  in Budapest, Hongarije. Hij tekende daar voor de seizoenen 2007/2008 en 2008/2009. Door blessures moest hij zijn carrière vroegtijdig beëindigen. Momenteel verricht hij nog scoutingswerkzaamheden voor NAC Breda.
| seizoen | club         | land      | competitie   | wed. | goals |
| ------- | ------------ | --------- | ------------ | ---- | ----- |
| 1992/93 | FC Veszprém  | Hongarije |              | 2    | 0     |
| 1993/94 | FC Veszprém  | Hongarije |              | 24   | 5     |
| 1994/95 | FC Veszprém  | Hongarije |              | 13   | 3     |
| 1994/95 | Győri ETO FC | Hongarije |              | 10   | 0     |
| 1995/96 | Győri ETO FC | Hongarije |              | 10   | 1     |
| 1995/96 | FC Fehérvár  | Hongarije |              | 10   | 1     |
| 1996/97 | FC Fehérvár  | Hongarije |              | 23   | 2     |
| 1997/98 | Újpesti TE   | Hongarije |              | 22   | 4     |
| 1998/99 | Újpesti TE   | Hongarije |              | 28   | 3     |
| 1999/00 | Újpesti TE   | Hongarije |              | 21   | 2     |
| 2000/01 | Vasas SC     | Hongarije |              | 15   | 5     |
| 2001/02 | NAC Breda    | Nederland | Eredivisie   | 32   | 3     |
| 2002/03 | NAC Breda    | Nederland | Eredivisie   | 1    | 0     |
| 2003/04 | NAC Breda    | Nederland | Eredivisie   | 14   | 1     |
| 2004/05 | NAC Breda    | Nederland | Eredivisie   | 14   | 1     |
| 2005/06 | NAC Breda    | Nederland | Eredivisie   | 14   | 0     |
| 2006/07 | NAC Breda    | Nederland | Eredivisie   | 8    | 0     |
| 2007/08 | Újpest FC    | Hongarije | Soproni Liga | 3    | 0     |
|         | totaal:      | totaal:   | totaal:      | 264  | 31    |